# Czesław Gałązka

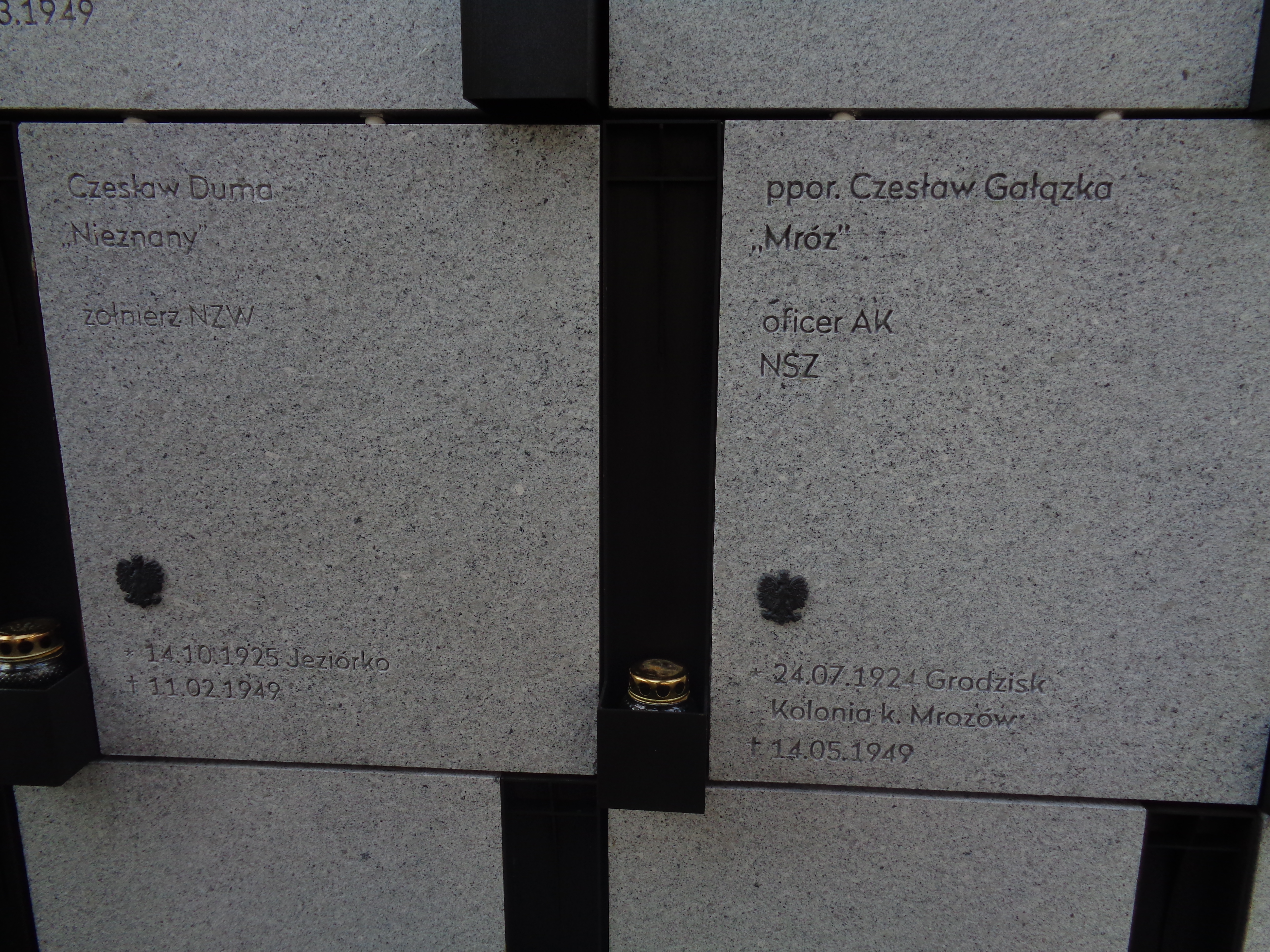
Grób Czesława Gałązki na Cmentarzu Wojskowym na Powązkach

Czesław Gałązka pseud. „Mróz”, „Bystry” (ur. 24 lipca 1924 w Grodzisku w powiecie Mińsk Mazowiecki, zm. 14 maja 1949 w Warszawie) – polski działacz podziemia niepodległościowego w czasie II wojny światowej oraz powojennego podziemia antykomunistycznego.

## Życiorys
Był synem Franciszka i Leokadii z domu Wareckiej. W okresie okupacji niemieckiej mieszkał w Warszawie i w czerwcu 1941 wstąpił w szeregi Związku Walki Zbrojnej (ZWZ). W kwietniu 1944 został aresztowany, a następnie deportowany do niemieckiego-nazistowskiego obozu koncentracyjnego w Groß-Rosen. Do Warszawy wrócił w maju 1945 i następnie w grudniu 1947 stanął na czele Organizacji Podziemnej Stronnictwa Narodowego. Po włączeniu organizacji w skład oddziału NSZ operującego na terenie powiatu mińskiego, pełnił funkcję zastępcy dowódcy oddziału – porucznika Zygmunta Jezierskiego ps. „Orzeł”, biorąc udział w akcjach zbrojnych skierowanych przeciwko funkcjonariuszom aparatu bezpieczeństwa. Został schwytany 3 czerwca 1948 w Grodzisku-Kolonii koło Mrozów, po rozbiciu oddziału Zygmunta Jezierskiego ps. „Orzeł”. 28 lutego 1949 został skazany na karę śmierci wyrokiem Wojskowego Sądu Rejonowego w Warszawie i stracony 14 maja 1949 w więzieniu przy ul. Rakowieckiej w Warszawie. Jego szczątki zostały odnalezione przez zespół IPN w 2012 na terenie tzw. Kwatery „na Łączce” – Cmentarza Wojskowego na Powązkach w Warszawie. Identyfikacja została potwierdzona – 21 kwietnia 2017 podczas uroczystości w Pałacu Prezydenckim w Warszawie.

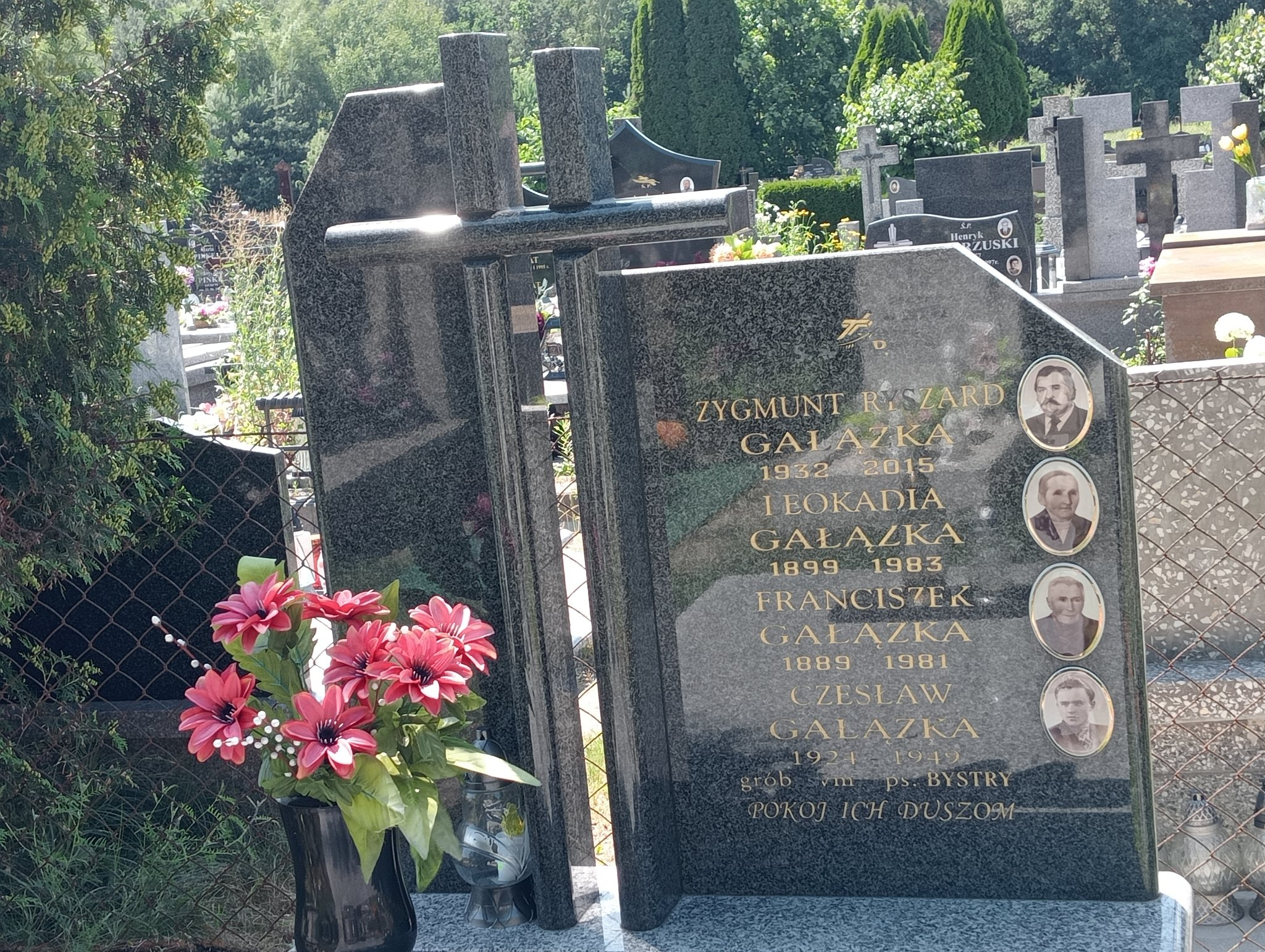
Symboliczny grób Czesława Gałązka na Cmentarzu w Mrozach